# 裘錦秋中學（屯門）
裘錦秋中學（屯門）（英語：Ju Ching Chu Secondary School (Tuen Mun)）是香港屯門區內一所津貼中學，全校共17班，約400多名學生，開辦中一至中六課程。該校校訓「自強不息」，語出《易經·乾卦》，原文「天行健，君子以自強不息」，意思是「自然運行，穩健無間之賢人志士，要發憤自勵，不停不棄」。現任校長為陳月平博士，前任校長為許振隆。

## 外部連結
- 裘錦秋中學(屯門)校網（页面存档备份，存于）
- eclass學習系統（页面存档备份，存于）
- 校園景觀[永久]

22°23′20″N 113°57′57″E / 22.388859°N 113.965747°E